# Spitslobbige vrouwenmantel
Spitslobbige vrouwenmantel (Alchemilla acutiloba) is een plant uit de rozenfamilie (Rosaceae). Het is in Nederland een zeer zeldzame inheemse soort. Op de Nederlandse Rode Lijst geldt de plant als zeer zeldzaam; de trend van voorkomen is stabiel of toegenomen. Op de Vlaamse Rode Lijst komt de soort niet voor en in Wallonië is ze zeer zeldzaam. Het aantal chromosomen is 2n = 64, 96, 102-110, 120, 128, 140, 224.

## Beschrijving
De tweeslachtige plant, die 10 tot 70 cm hoog kan worden, heeft een rizoom. De driehoekig, vrij smal gelobde, vlakke wortelbladeren met 13-21 spitse tanden scheiden aan hun bladrand waterdruppeltjes af, die vervolgens in het midden van het blad worden opgevangen. De bovenzijde van het wortelblad is vaak kaal tot spaarzaam tussen de plooien behaard en in de plooien dichter behaard. De onderzijde van het wortelblad is dicht behaard. De stengel en steel van het wortelblad zijn dicht, afstaand behaard.
De spitslobbige vrouwenmantel is een overblijvende plant met geelgroene, 2-4 mm lange en 3-4,5 mm brede bloempjes van mei tot in de herfst. De bloemen hebben geen bestuiving nodig (apomixie). De kelkbuis is kaal, maar soms met een enkele haar. Na de bloeitijd vormen ze een pluim met eenzadige, 1,3 mm lange en 1 mm brede dopvruchtjes.

## Verspreiding
Het verspreidingsgebied beperkt zich tot Europa. De plant heeft een voorliefde voor natte tot vochtige grazige grond en groeit vooral in wegbermen en op taluds. In Nederland is ze zeer zeldzaam in het noordoosten van het land en een enkele plek elders. In Zuid-Holland zijn vanouds wat meer vindplaatsen maar daar is de soort sterk achteruitgegaan. In België staat spitslobbige vrouwenmantel te boek als zeer zeldzaam voorkomend in Wallonië, maar waarschijnlijk is ze daar lang aangezien voor geelgroene vrouwenmantel. In de eerste decennia van de 21ste eeuw wordt de plant er vaker gevonden.

## Foto's

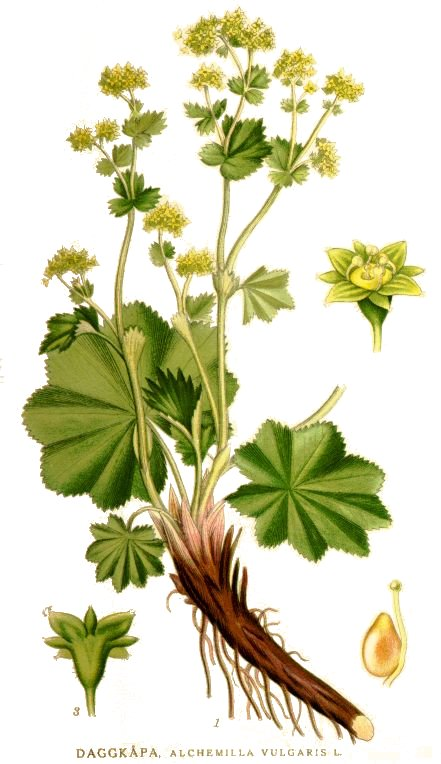
Nordens Flora met rizoom
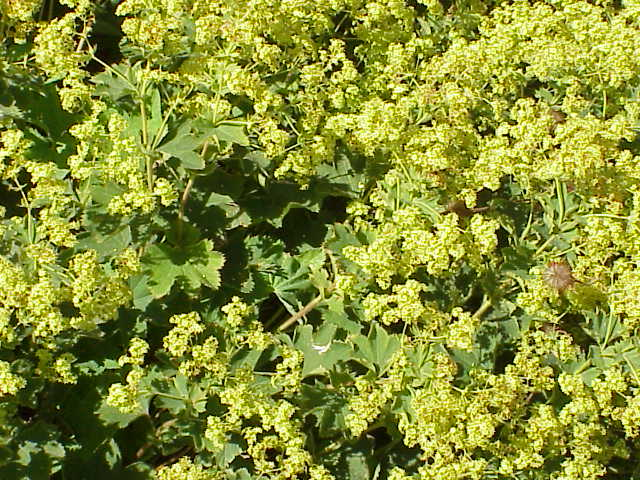
Plant
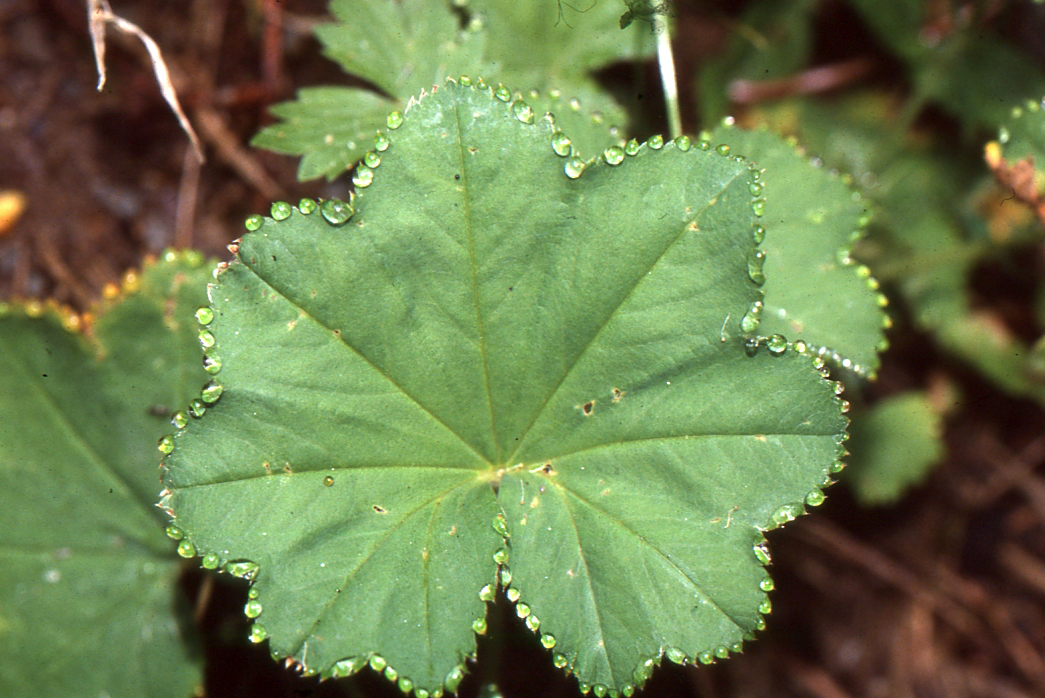
Blad
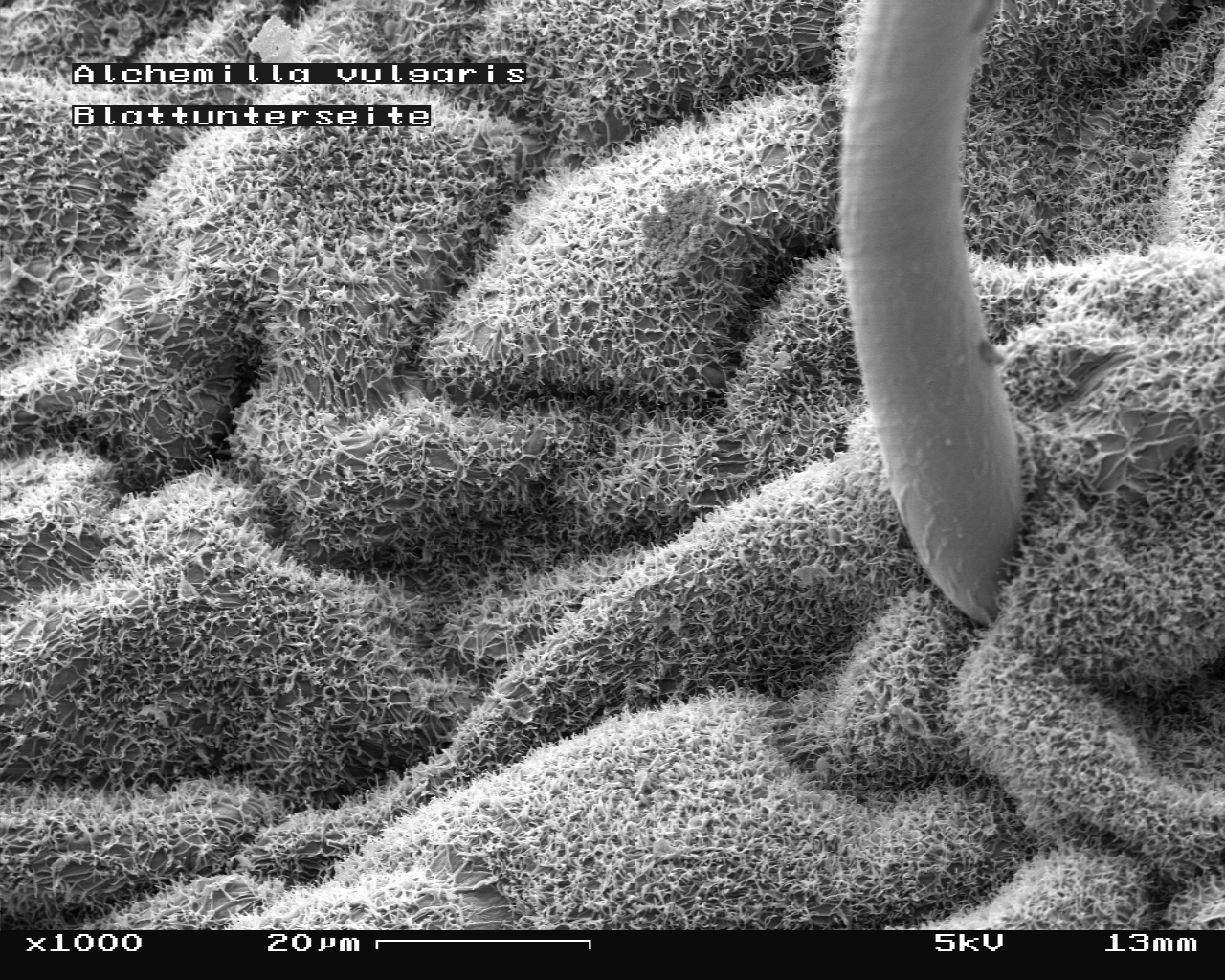
Bladonderzijde met Scanning Electron Microscope
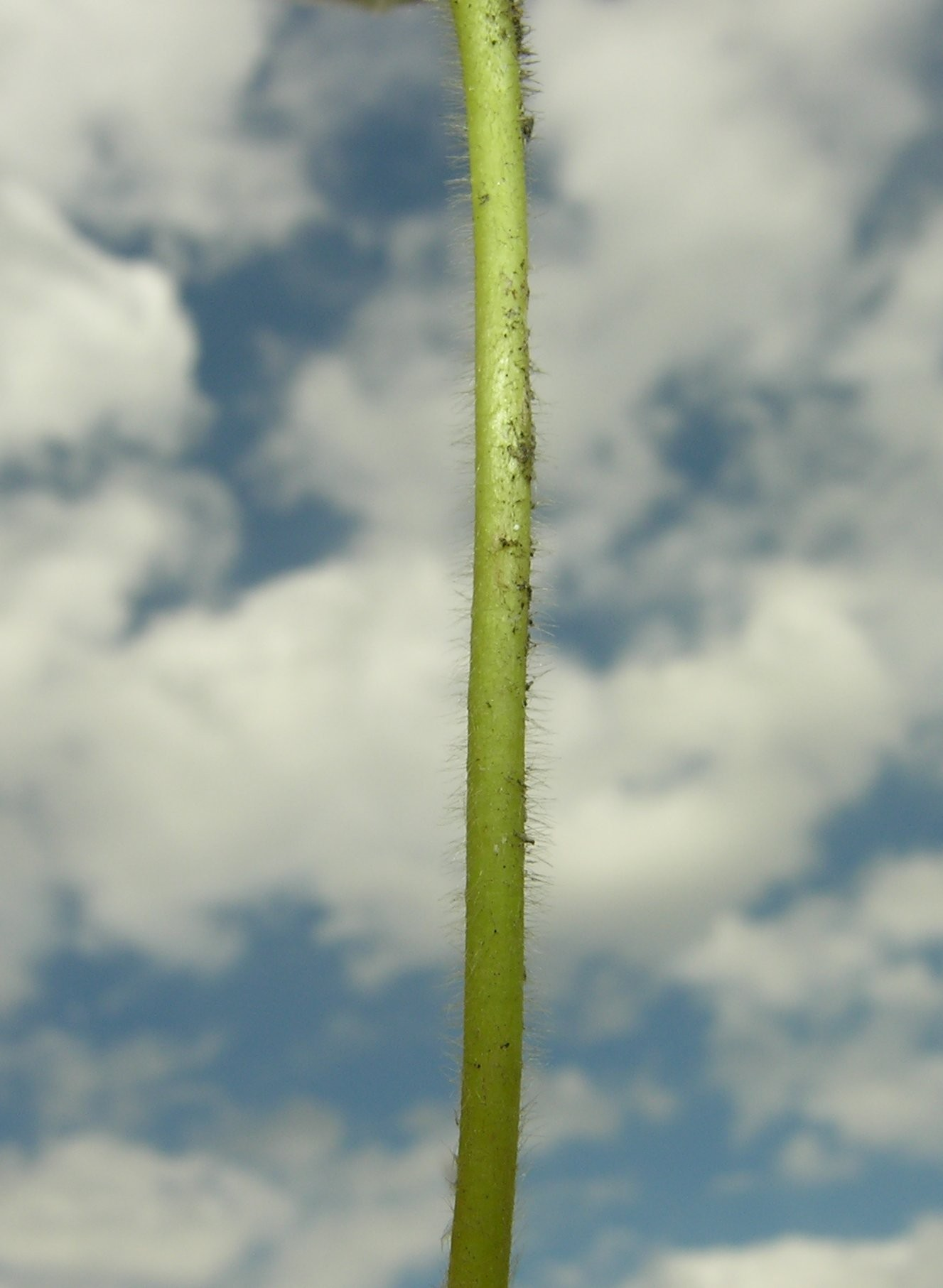
Stengel
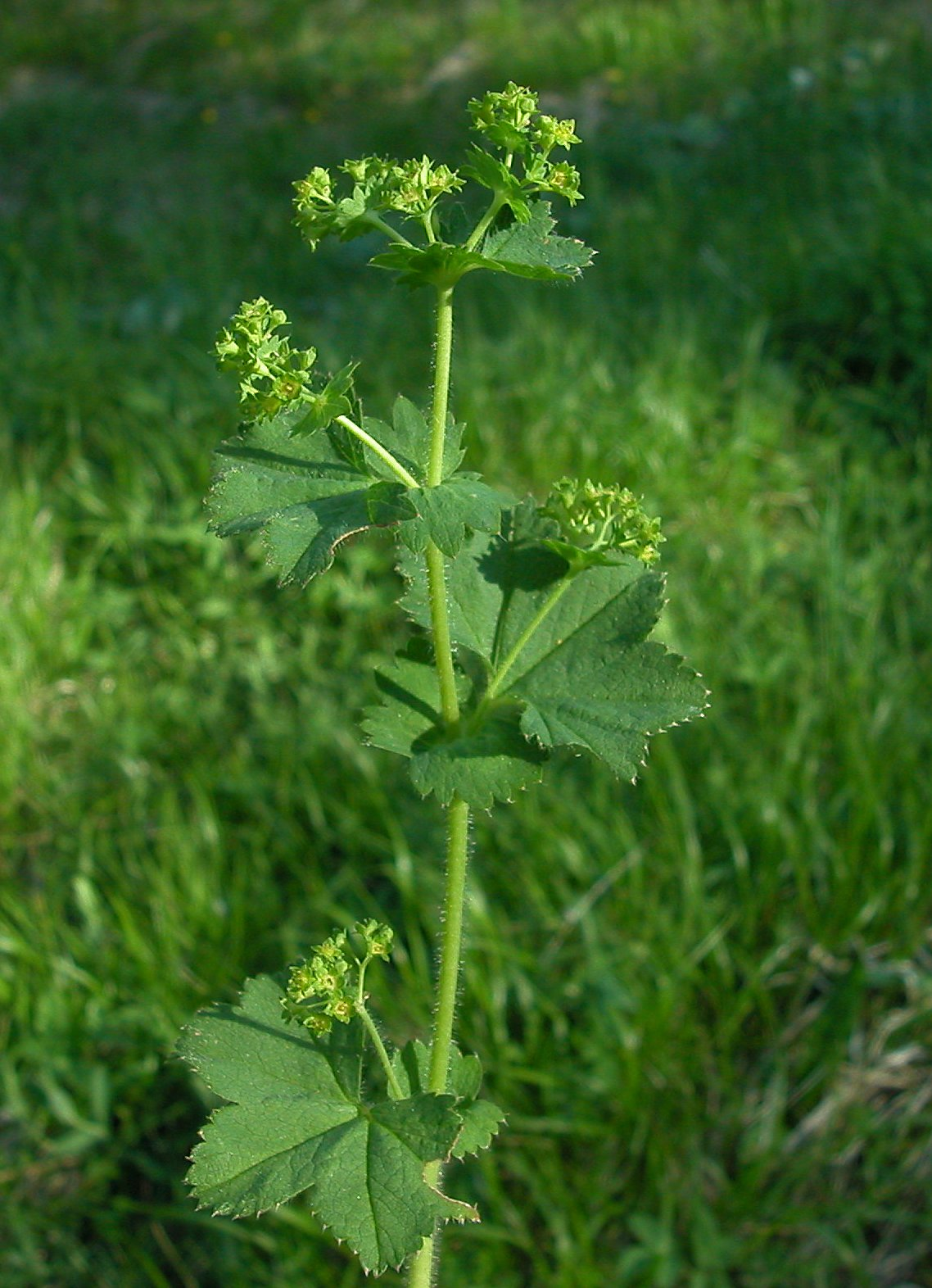
Bloeiwijze
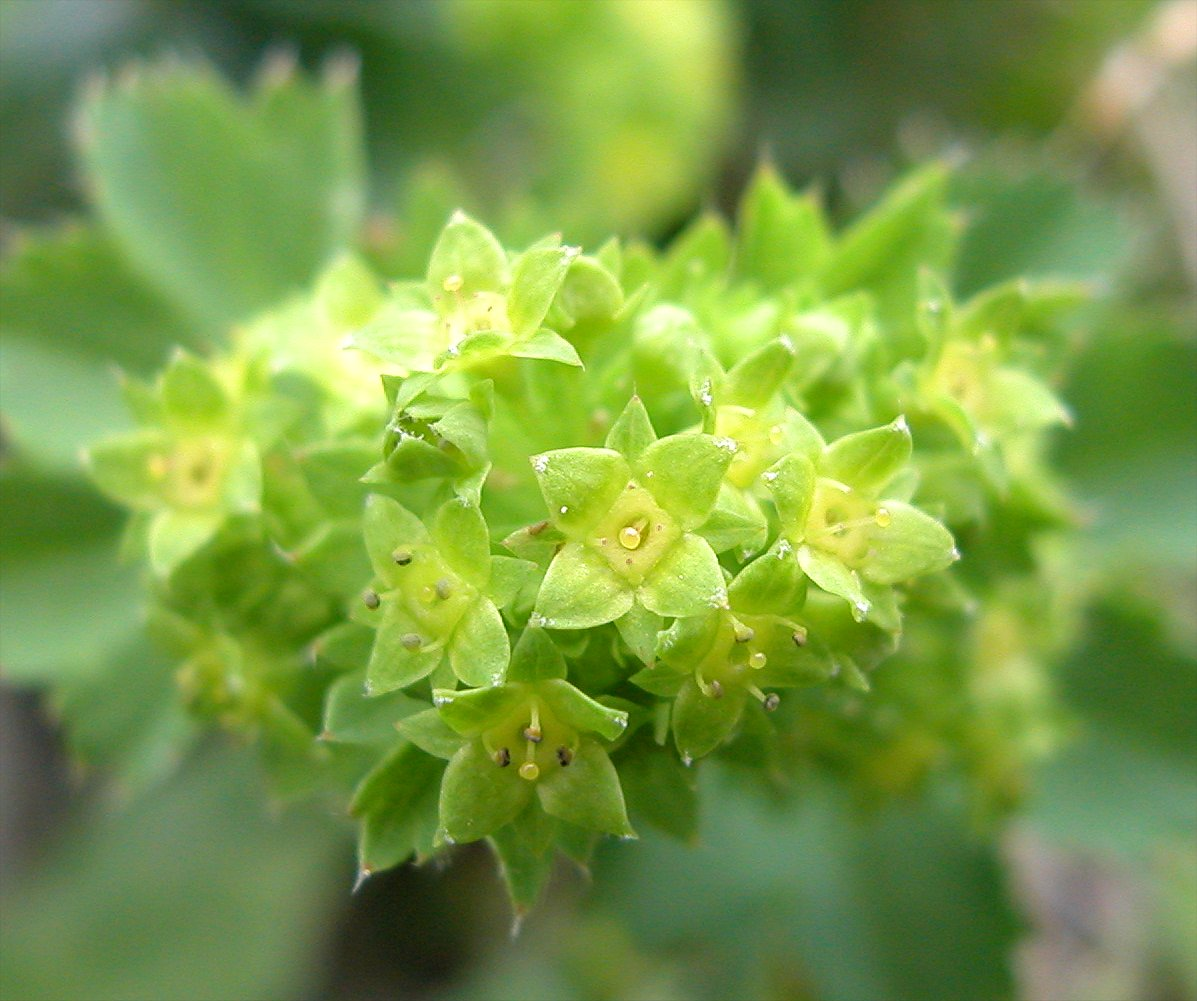
Bloemen
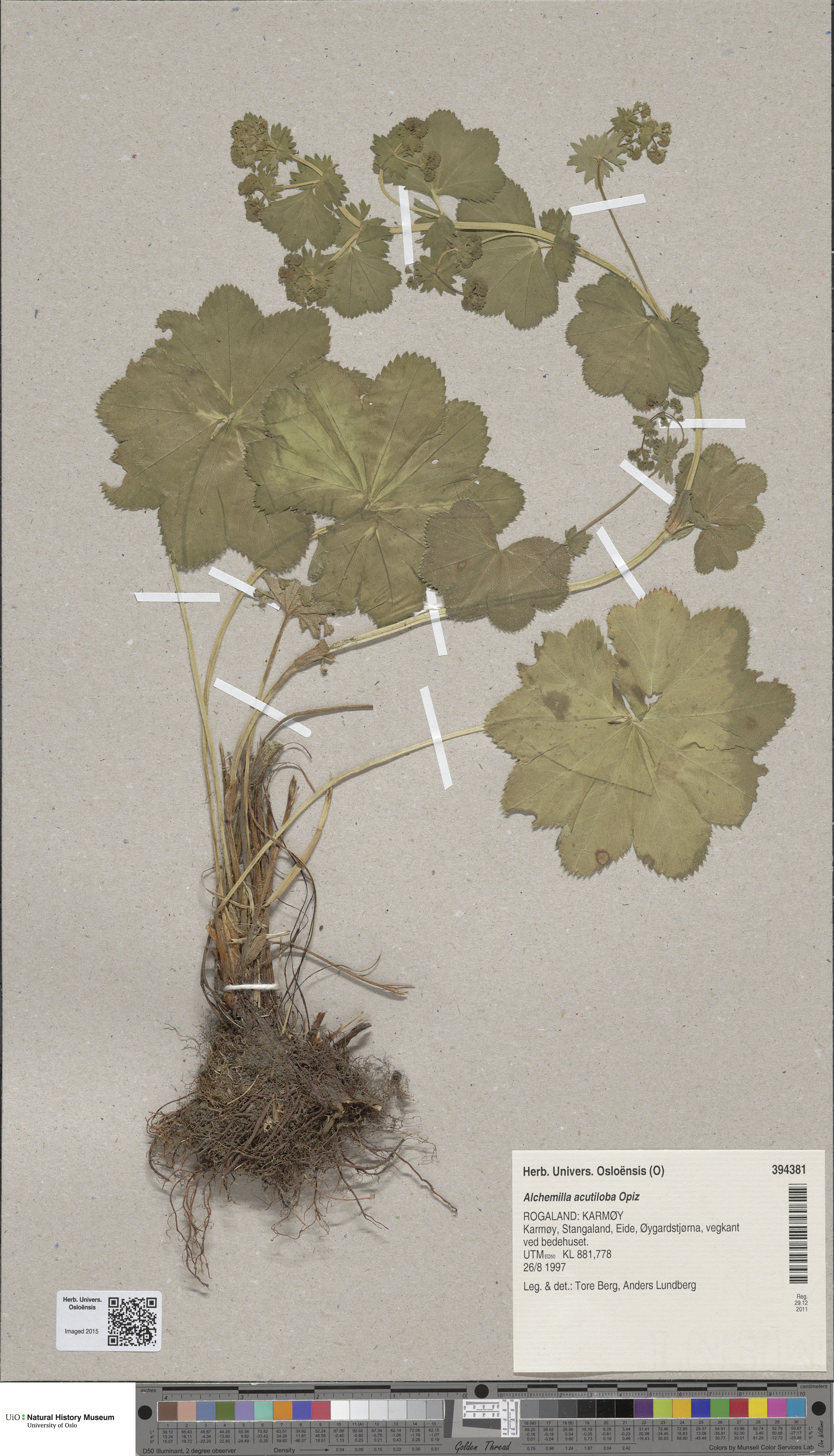
Herbarium-exemplaar